# Hippolyte Malandrin
 (avril 2020).
Si vous disposez d'ouvrages ou d'articles de référence ou si vous connaissez des sites web de qualité traitant du thème abordé ici, merci de compléter l'article en donnant les références utiles à sa vérifiabilité et en les liant à la section « Notes et références ».
Hippolyte Malandrin, né le 30 octobre 1868 à Bosc-le-Hard et mort le 22 juillet 1927 à Paris, est un lieutenant-colonel d'artillerie français de la Première Guerre mondiale qui a laissé son nom à une invention militaire : la plaquette Malandrin, également connue sous le nom de malandrinette, qui permettait au canon de 75 de réaliser des tirs courbes.

## Biographie
Reçu 36e sur 265  à l'École Polytechnique en 1889, il est nommé Lieutenant au 27e régiment d'artillerie. Volontaire pour toutes les campagnes coloniales de l'époque, il est désigné pour faire partie de l'expédition de Chine en 1900. A cette occasion, il a l'honneur d'être le premier à commander sous le feu le tir du canon de 75. Il se distingue pendant l'assaut de la pagode de Che Maën, repaire boxer dans une zone montagneuse au sud-ouest de Pékin, où il oblige les boxers à évacuer une position très fortifiée . Ce qui lui vaut d'être alors cité élogieusement à l'ordre du corps expéditionnaire et d'être promu Lieutenant-Capitaine .
De retour en France, il dirige la cartoucherie de Douai, et procède alors à des études personnelles sur les munitions d'armes portatives. C'est à ce poste qu'il met au point l'invention qui lui a valu postérité et ennuis : la plaquette Malandrin.

## Laplaquette Malandrin
La plaquette Malandrin (d) était conçue au départ pour l'entrainement dans certains champs de tir exigus où les obus de 75 avaient tendance à sortir des limites par effet de ricochet. Ces plaquettes réduisaient la portée des obus à 4 000 mètres maximum et donnaient plus de courbure à la trajectoire. Les plaquettes Malandrin ont été adoptées pour le combat afin de ne pas développer l'artillerie lourde (obusiers) et de ce fait, faire des économies sur les budgets. À la fin de guerre apparaîtront les obus types 1917 et 1918, du général Dessaleux, qui, mieux profilés, atteindront des portées de l'ordre de onze kilomètres .

### Polémique
« La plaquette Malandrin était une rondelle de métal qui était interposée au moment du besoin entre la fusée du projectile et le corps de l’obus ; offrant une résistance sérieuse à l'avancement du projectile dans l’air, cette plaquette incurvait pour une charge donnée la trajectoire de l’obus ; elle diminuait par suite la portée de ce dernier, mais permettait le tir plongeant. La plaquette Malandrin devait nous faire faire une économie de 60 millions, avait-on déclaré à la commission de l’Armée et aux Chambres, puisque son adoption nous éviterait la mise en construction de l’obusier léger. L’expérience de la campagne a prouvé que le canon omnibus n’existait pas, et qu’il fallait se résigner à avoir des pièces de modèles différents pour exécuter dans de bonnes conditions les différents genres de tir imposés par la guerre ».
On peut lire aussi dans Le Courrier de l'Oise du 20 mars 1913 que M. Étienne, ministre de la Guerre, « vient d'élever au grade de lieutenant-colonel le commandant Malandrin, l'inventeur du mécanisme merveilleux qui permet de transformer le canon de 75 en obusier et d'économiser ainsi 60 millions ».
A Verdun, les allemands avancèrent — par exemple — des canons de 77 mm, des mortiers (allemands) de 420 mm, des obusiers de 305 mm (austro-hongrois), et des canons de 380 mm ; en tout 1 225 pièces d'artillerie, dont 542 obusiers lourds, soit une pièce tous les 150 mètres. Les français avaient 300 pièces d'artillerie seulement, dont 163 canons lourds… équipés de plaquette Malandrin. On savait pourtant dès 1902 que les Allemands se dotaient d'obusiers (à tir courbe donc mais pas autant qu’un mortier) capables d’envoyer des obus de 150 mm, puis de 105 à partir de 1909, jusqu'à 7 km, là où notre 75 mm ne tirait, en tir direct, que jusqu’à 4 km. 
Des milliers de poilus succomberont sur les barbelés établis à contre-pente des deuxièmes lignes allemandes, faute d'un obusier léger qui fera défaut à l'armée française pendant toute la guerre.
Pris d'un remords tardif, le 16 février 1914, les commissions parlementaires dégagèrent cette fois 163 millions pour réaliser un programme d'artillerie lourde, la loi de crédit sera enfin votée le 13 juillet 1914 . 
La plaquette Malandrin joua donc un rôle tragique dans la Grande Guerre.
Le capitaine Malandrin aurait eu à souffrir longtemps des sarcasmes des officiers d'artillerie quand la plaquette qui porte son nom montra sa quasi-inutilité dans la plupart des situations militaires, il n'était pourtant pour rien dans cette application inattendue de son invention.